# Angelo (acteur)
Pour les articles homonymes, voir Angelo et Barthélemy.
Émile-Télémaque Barthélémy dit Angelo, né le 22 avril 1843 dans l'ancien 10e arrondissement de Paris, et mort le 18 avril 1903 dans le 6e arrondissement, est un acteur français. 

## Biographie
Fils d'un vérificateur en bâtiments, il débute à Montparnasse (1865-65) passe ensuite au Vaudeville (1866-67), aux Folies-Dramatiques (1868), à Cluny, à la Gaîté (1869), à l'Odéon (1869-70), à la Porte-Saint-Martin (1870), au Châtelet (1870-72), de nouveau à la Gaîté (1873-74), à la Porte-Saint-Martin (1875), à Beaumarchais (1876), à l'Ambigu (1877-78), au Châtelet (1879-80).
Il accompagne Sarah Bernhardt dans sa première tournées en Amérique (1880-1881) puis dans la tournée européenne qui suit.
Il meurt le 18 avril 1903 et ses obsèques sont célébrées le 21 avril, à dix heures du matin, en l’église Saint-François-Xavier. Il est inhumé au cimetière du Montparnasse (8e division).
Il est le père de l'acteur Jean Angelo.